# Coelinidea oryzicola
Coelinidea oryzicola är en stekelart som beskrevs av Watanabe 1963. Coelinidea oryzicola ingår i släktet Coelinidea och familjen bracksteklar. Inga underarter finns listade i Catalogue of Life.